# 訥魯亞鄉
45°50′N 26°47′E / 45.833°N 26.783°E
訥魯亞鄉（羅馬尼亞語：Comuna Năruja, Vrancea），是羅馬尼亞的鄉份，位於該國東部，由弗朗恰縣負責管轄，面積53平方公里，海拔高度354米，2002年人口1,940，人口密度每平方公里36人。